# هنری لیوس
هنری رابینسون لیوس (زاده ۳ آوریل ۱۸۹۸ - درگذشته ۲۸ فوریه ۱۹۶۷) یک آمریکایی پرنفوذ و ثروتمند بود که مجلات تایم، لایف، فورچون و اسپورتس ایلاستریتد را تأسیس و بنیان گذاشت. او را «بانفوذترین شهروند خصوصی در آمریکای روزگار خود» می‌نامند. او اولین ایجاد کننده و استفاده‌کننده از مفهوم قرن آمریکایی بود و مجلات او تأثیر بسزایی بر فرهنگ، روزنامه‌نگاری و افکار عمومی آمریکا در دوره خود داشته‌است.